# Біле (Вараський район)
Бі́ле — село в Україні, у Володимирецькій селищній громаді Вараського району Рівненської області. Населення становить 755 осіб.
05 лютого 1965 року Указом Президії Верховної Ради Української РСР передано Біленську сільраду Дубровицького району до складу Володимирецького району.

## Населення
За переписом населення 2001 року в селі мешкали 754 особи. 100 % населення вказали своєї рідною мовою українську мову.

## Транспорт
В селі розташована станція Біла вузькоколійної залізниці Антонівка — Зарічне. 

## Історія
12 червня 2020 року, відповідно до розпорядження Кабінету Міністрів України № 722-р від «Про визначення адміністративних центрів та затвердження територій територіальних громад Рівненської області», увійшло до складу Володимирецької селищної громади Володимирецького району.
19 липня 2020 року, в результаті адміністративно-територіальної реформи та ліквідації Володимирецького району, село увійшло до складу Вараського району.

## Історія сільської бібліотеки
У післявоєнні часи була заснована сільська бібліотека. Спочатку це була старенька хата-читальня. Фонд даної бібліотеки був дуже маленьким.
Першим бібліотекарем цієї хати-читальні була молода дівчина Савенко Галина Максимівна, яка працювала до 1969 р. В 1966—1967 рр., коли було побудовано нове приміщення сільського клубу, фонд був перенесений туди в одну з кімнат. Після того як побудували клуб, було вирішено побудувати нове приміщення сільської ради. В одній половині була сільська рада. А в другу перенесли фонд бібліотеки. Приміщення будувалося у 1967—1968 роках.
З 5 травня 1969 р. — по 17 квітня 1971 р. на посаді завідуючої бібліотеки працювала Жогло Лідія Василівна. У бібліотеці не було на той час світла. Обслуговування читачів здійснювалося при запалених трьох гасових лампах. У 1971 році було проведене світло та телефон. У селі була колгоспна бригада. Діяли комсомольська, партійна, піонерська організації. Фонд бібліотеки поповнювався та збільшувався.
1971—1981 рр. бібліотекарем працювала Лосінець (Савсюк) Галина Пантелеймонівна. Фонд на той час нараховував близько 8 тис. примірників. Бібліотека обслуговувала до 1100 осіб.1980—1981 рр. — в бібліотеці працює два працівники: зав.бібліотекою — Савенко Галина Максимівна та бібліотекар — Савсюк Галина Пантелеймонівна. 1980 рік — фонд бібліотеки становить 6839 примірників. Фонд бібліотеки у 1981 році становив 7326 примірників. В цей період відбувається соцзмагання між бібліотеками с. Біле та с. Воронки. Бібліотек — філіал № 15 с. Біле отримала звання бібліотеки відмінної роботи. Це був 1981 рік.
1981—1984 рр. — в цей період продовжує працювати Савенко Галина Максимівна. У 80-тих роках у бібліотеці велася пропаганда праць класиків марксизму-ленінізму, проводилися заходи назустріч з'їздам КПРС, пропаганда основних положень Конституції, літератури про комсомол, велося патріотичне, інтернаціональне виховання. З квітня 1984 по жовтень 1985 рр. посаду бібліотекаря займає Лосінець (Манзик) Надія Яківна. На той час у бібліотеці проводилися масові заходи, виїзди на ферму, у ланки. Спільно із завклубом організовували концерти в сільському клубі. Кожен місяць звітувалися про роботу бібліотеки у сільській раді.
1985 рік. У село приїхала молода дівчина Сотрута Надія Прокопівна. Її прислали працювати у бібліотеку після закінчення навчального закладу. Фонд бібліотеки у 1986 році — 8486 примірників, у 1987 році він вже налічував 9969 примірників. У ці роки село Біле — сільськогосподарське село, бригада № 3 радгоспу «Більський». Радгосп мав льонозерновий напрямок з розвитком м'ясного тваринництва, великої рогатої худоби. Вирощували зернові (жито, пшениця, овес), технічні культури (льон, овочі, картоплю). В школі навчалося 389 учнів. Відповідно до категорій читачів проводилася робота з читачами. Фонд на той період становив до 9 тис. примірників. Бібліотека обслуговувала 500 читачі. Бібліотека передплачувала 15 назв журналів та 9 назв газет.
З 1988 завідуючою бібліотекою стає Блищик Ольга Антонівна, яка нещодавно закінчила школу і вступила до Дубенського училища культури, щоб отримати освіту бібліотекаря. Фонд на 01.01.1989 р. нараховує 10994 примірники. Обслуговувала бібліотека понад 500 читачів.
В 2002 році відбулося об'єднання шкільної та сільської бібліотек в публічно-шкільну бібліотеку. Було об'єднано фонд бібліотек в єдиний, який на 01.01.2003 р. нараховував 22608 примірників книг, брошур та підручників.
Зав. бібліотекою стає Кобець Любов Анатоліївна. Бібліотека розміщена у двох приміщеннях: приміщенні загальноосвітньої школи та у приміщенні сільської ради. Фонд постійно поновлюється новими підручниками та іншими творами друку. Бібліотека обслуговувала понад 600 читачів. У 2010 році читачі бібліотеки брали участь у районному конкурсі «Найкращий читач» і зайняли призові місця: М'ялик Юрій учень 7 класу — ІІ місце, Мушик Василь учень 6 класу — 3 місце. 2011 рік — бібліотека обслуговує 503 користувачі. В полі зору бібліотеки інформаційна та просвітницька робота з питань краєзнавства, народознавства, охорони природи. Традиційним ц роботі бібліотеки стало проведення масових заходів до державних та релігійних свят, свято села, тижня дитячої та юнацької книги, предметних тижнів, тощо. Активно запроваджуються нові форми роботи. Робота бібліотеки щороку удосконалюється, забезпечуючи права громадян на вільний доступ до інформації. В бібліотеці створений і діє центр регіональної інформації. Бібліотека комп'ютеризована (2009), підключена до мережі Інтернет (2010). Створені бази даних, електронний каталог. Фонд бібліотеки — 23577 примірників. З 2011 року зав. бібліотекою щорічно бере участь у етно-тур-фестивалі «Бурштиновий шлях». 2012 рік — бібліотека бере участь у створенні вишитої карти Володимирецького району. Разом із завклубом Савсюк Оленою Степанівною вишивали територію Біленської сільської ради. У 2012 році при бібліотеці створена музейна експозиція «Етнопобут. Регіональна специфіка українського національного одягу. Старовинні рецепти приготування їжі на Поліссі». У 2013 році бібліотека стала учасницею мережі ПДГ до інформації органів державної влади у бібліотеках. Тож усі бажаючі можуть долучитись до електронного врядування, звернутись безпосередньо на сайт президента, Верховної Ради чи уряду, отримати інформацію з сайтів органів державної влади будь-якого рівня.

## Відомі люди

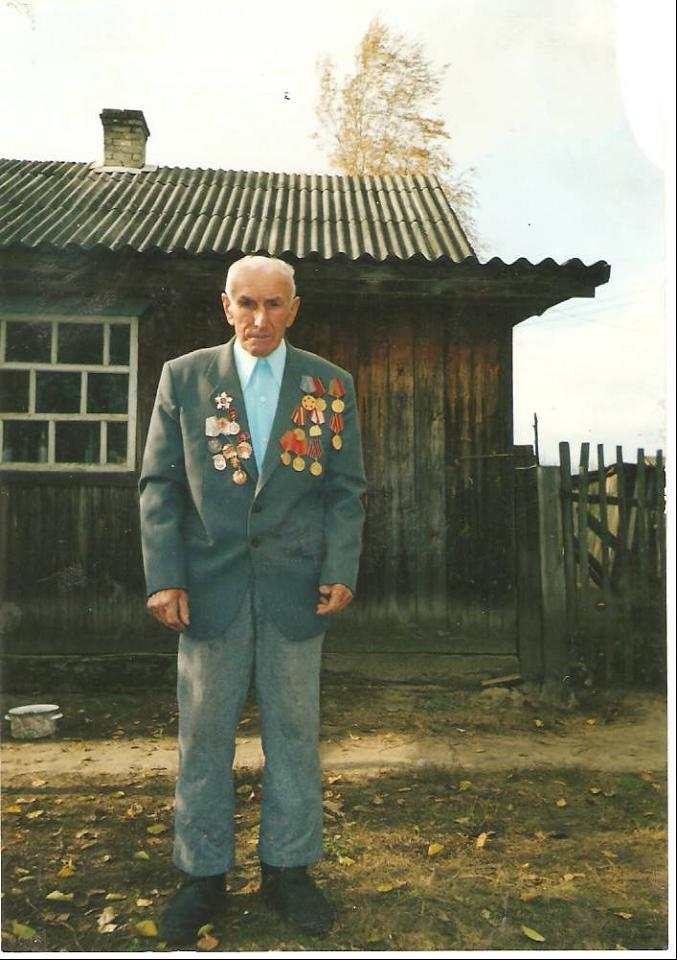
Лосінець Василь Іванович

Лосінець Василь Іванович — учасник бойових дій у німецько-радянській війні.
Народився 30 січня 1924 року в селі Білому Володимирецького району Рівненської області. Батько Іван був секретарем сільської ради, мати Марфа — простою селянкою. Восени 1943 року коли Лосінцю Василю виповнилося 19 років, став партизаном окремого кінного партизанського загону ім. Будьонного під командуванням Яковлєва. Спочатку воював у Брянських лісах, знищуючи німецьких загарбників, підривав фашистські поїзди, зривав мости. Брав участь у визволенні міст Цумань, Деражне, Клевань.
В 1944 році Лосінець Василь Іванович добровольцем пішов на фронт. Його зарахували до 44-ї дивізії, 42-го полку, 2-го батальйону, 5-ї роти, 3-го зводу. Сержант Василь Іванович керував окремим відділенням в якому перебувало 12 осіб. З боями пройшов усю Білорусь, Польщу, аж до німецького кордону, де був і поранений. З 15.01.1945 р. по 30.08.1945 р. лікувався у госпіталі. Повернувся додому інвалідом II групи.
Лосінець Василь Іванович був нагороджений орденом «Червоної Зірки», медалями: «За бойові заслуги», «За відвагу», 22 медалями. Працював листоношею, а потім все життя залізничником. Одружився з Підвишенною Ніною Федорівною, з якою прожив 57 років. Народили і виховали шестеро дітей, діждали 15 внуків і 14 правнуків.
Лосінець Василь Іванович 20.06.2005 р. помер на 81-му році життя.